# Krysař
Krysař (en txec "el caçador de rates") és una pel·lícula d'animació de fantasia fosca txecoslovaca de 1986 dirigida per Jiří Barta. La història és una adaptació d'El flautista d'Hamelín, un conte de fades originat a l'Alemanya medieval. La pel·lícula es va projectar a la secció Un Certain Regard al 39è Festival Internacional de Cinema de Canes

## Argument
La pel·lícula comença amb la imatge d'un mecanisme que comença a funcionar: a mesura que els engranatges es mouen (darrere de les escenes), el sol surt lentament sobre una ciutat i comença un nou dia. La ciutat, Hamelin, es mostra com una ciutat plena de gent miserable i mesquina, on tot es malgasta i els diners i el rang social són la primera prioritat. Els residus condueixen a una enorme infestació de rates a la nit que es vessa als carrers l'endemà. Mentre els líders de la ciutat es reuneixen per decidir el millor curs d'acció, un desconegut apareix a la porta: un flautista encaputxat que demostra que amb el so de la seva interpretació pot atraure les rates a la mort. Els líders de la ciutat estan encantats i li ofereixen 1000 monedes d'or com a pagament si es desfés de totes les rates de la ciutat. El flautista accepta i comença a caminar per la ciutat, i atrau totes les rates darrere seu. Al mateix temps, un joier, que es trobava entre el grup de líders, entra a casa d'una dona i intenta seduir-la. La dona (que és l'únic personatge que no sembla grotesc, implicant innocència) es nega. El joier persisteix, però abans que pugui fer res el flautista passa per casa seva i al so de la música el joier es veu obligat a saltar per la finestra. Després que totes les rates s'enfonsen des d'una torre al costat del penya-segat a un llac, el flautista torna a la ciutat, de camí evitant una vegada més els avenços del joier sobre la dona. El flautista i la dona s'asseuen junts en un banc mentre toca una bella melodia que s'acompanya d'una animació de pintura sobre fusta (un canvi complet d'estil respecte a la resta de la pel·lícula).
Finalment, el flautista va a cobrar el pagament promès. Els líders de la ciutat (que estan enmig d'afartar-se de menjar i vi i entre els quals es veu el joier bevent i explicant la seva trista història de rebuig als seus amics) només li donen un botó negre. El flautista marxa enfadat. Aquella nit, el joier i els seus amics borratxos irrompen a la casa de la dona mentre està resant, i procedeixen a violar-la i assassinar-la (això està implícit en lloc de mostrar-se). El flautista ve, però aquesta vegada és massa tard; tot el que pot fer és tancar els ulls de la seva cara horroritzada.
Ara el flautista s'enfila per la torre més alta del poble, fins a l'últim pis on hi ha la maquinària per al sol que hem vist a la introducció. A la part superior hi ha el déu Saturn, amb un rellotge de sorra. El flautista i Saturn mantenen una conversa silenciosa i es pren una decisió. Tota la sorra del rellotge de sorra de Saturn s'esgota i els engranatges que fan sortir el sol deixen de funcionar. Quan comença el dia ara silenciós, el flautista comença a tocar la flauta i abandona la torre. Mentre camina pels carrers i els ciutadans l'escolten, es converteixen en rates i segueixen el so, i finalment salten de la torre tal com ho feien les rates anteriorment, sent el joier transformat l'últim a saltar.
L'única persona que queda és un vell pescador (a qui s'ha vist observant la ciutat des de lluny abans a la pel·lícula) que ve a veure'l. Quan s'acosta al flautista, però, el flautista deixa d'existir: el seu mantell, ara buit d'un ésser físic, és emportat pel vent. El pescador abandonat camina per la ciutat i troba en una de les cases l'únic supervivent que queda: un nadó (que encara està incorrupte). S'emporta el nadó amb ell i marxa de la ciutat ara buida.

## Veus
- Oldřich Kaiser
- Jiří Lábus
- Michal Pavlíček
- Vilém Čok

## Producció
Krysař va ser un projecte inusualment ambiciós per a la productora Kratky Film, que com altres estudis d'animació de Txecoslovàquia va fer principalment curtmetratges de televisió per a nens. La recerca de la pel·lícula va durar sis mesos. L'objectiu del director Jiří Barta era fer una adaptació d’El flautista d'Hamelín que captés l'esperit alemany, i que havia de ser apte per l'animació. Per tant, la narració de la pel·lícula va prendre trets de diverses alteracions del mite, però principalment es va mantenir fidel a la versió presentada a la novel·la Krysař de Viktor Dyk. Escriure el guió i fer els preparatius tècnics va trigar un any.
El disseny artístic es basava en les convencions de l'expressionisme alemany i l'art alemany medieval. Barta va dir: "Aquest element, que en realitat ha resolt certs problemes espacials en aquesta part del cànon medieval, és que les figures importants són grans, i les figures secundàries són petites. Per tant, ha resolt tot el problema de l'espai i justifica una il·lògica, una mancança de lògica: sobre el món de la pel·lícula." Barta va dissenyar els titelles i les va muntar ell mateix. Va començar amb dibuixos i després va fer maquetes per proporcionar tres dimensions. Els titelles es van dissenyar intencionadament perquè semblaven mecànics, cosa que contrastaria amb l'ús de rates vives, per crear la impressió que les rates estaven més vives. que els humans. Les excepcions van ser els personatges Agnès i el pescador, als quals se'ls va donar un disseny més suau per representar un món de puresa. Els titelles variaven de mida entre un i 60 centímetres. Una escena de la pel·lícula presenta animació bidimensional amb un estil radicalment diferent de la resta. Aquest segment es va inspirar en la pintura medieval sobre fusta, i en particular en l'art de Jan van Eyck.
El rodatge va durar un any i després es va afegir el so en postproducció. El llenguatge que es parla a la pel·lícula és fictici i no se suposa que ningú l'entengui literalment. Segons Barta, l'idioma estava "una mica basat en l'alemany, però l'èmfasi principal estava en el ritme i la qualitat onomatopeica de la llengua." La interpretació de veu va ser proporcionada per Oldřich Kaiser, Jiří Lábus, Michal Pavlíček i Vilém Čok.

## Estrena
La pel·lícula fou projectada a la secció Un Certain Regard del 39è Festival Internacional de Cinema de Canes. La seva estrena txecoslovaca va ser l'1 de setembre del mateix any.
Un DVD Regió 1 NTSC de les pel·lícules de Jiří Barta anomenat "Jiri Barta: Labyrinth of Darkness" va ser llançat per Kino Video el 12 de setembre de 2006. El DVD conté la major part de la filmografia de Barta (aquesta pel·lícula, Balada o zeleném dřevu, Klub odložených, Projekt, Diskžokej, Poslední lup, Hádanky za bonbón, Zaniklý svět rukavic). La resta de pel·lícules oscil·len entre 6 i 24 minuts de durada. El DVD inclou les bandes sonores originals txeques amb subtítols en anglès. Altres DVD que inclouen la pel·lícula inclouen una versió japonesa de l'estrena esmentada anteriorment, així com una versió francesa de Doriane Films que només té aquesta. El 26 d'agost de 2009 es va publicar un DVD txec juntament amb Klub odložených i Poslední lup.
Una nova restauració de la pel·lícula es va estrenar el 29 d'agost de 2023 i va ser distribuïda per Deaf Crocodile. Aquest llançament també inclou Zaniklý svět rukavic de Barta, així com un documental sobre Krysař. Aquesta és la primera vegada que Krysař es publica oficialment a Blu-Ray.
This release also includes Barta’s The Vanished World Of Gloves as well as a documentary about The Pied Piper. This marks the first time that The Pied Piper was officially released on Blu-Ray.

## Recepció

### Recepció crítica
L'acollida de la crítica a la pel·lícula ha estat molt positiva.
Jamie S. Rich de DVD Talk va donar a la pel·lícula una crítica positiva afirmant: "Vaig gaudir de tot cor de la visió esbiaixada de Jiri Barta, fins i tot si la producció de DVD no coincidia amb el nivell del seu ofici només esperem que algun dia hi hagi una versió molt millor de «Jiri Barta: Labyrinth of Darkness» que retorni la seva magnífica animació a tota la seva glòria, de manera que puguem veure tresors com Krysař i Zaniklý svět rukavic tal com eren. Mentrestant, no hauríeu de passar sense mirar un món inigualable en la seva creativitat".
Time Out Magazine va elogiar la pel·lícula anomenant-la: "Una pel·lícula impressionant, destacada no només per les seves juxtaposicions de textures visuals ricament imaginatives, sinó pel seu relat decididament grotesc com la cursa d'un lemming d'una societat cap a l'autoaniquilació".
Jens Adrian del web de ressenyes de cinema alemany Treffpunkt: Kritik.de va elogiar la pel·lícula afirmant: "L'animació feta a mà, juntament amb l'aspecte ombrívol dels personatges i les diverses tècniques que els cineastes van incorporar a la creació, fan de Krysar un pel·lícula fascinant."
Keith Allen de MovieRapture.com va donar a la pel·lícula una crítica positiva afirmant: "En comptes d'intentar enganyar-nos perquè ens impliquem amb persones retratades com si fossin individus com nosaltres, Barta crea una terra que existeix independentment de la nostra, un univers que embolcalla tant l'espectador que pot oblidar-se de la seva pròpia existència i submergir-se en la seva experiència de veure la pel·lícula. El director ha creat una obra mestra poderosa i evocadora".

### Premis
Va guanyar el premi "Mikeldi daurat" de 1986 al Zinebi.